# Contea di Tarrafal
La contea di Tarrafal è una contea di Capo Verde, situata sull'isola di Santiago con 18 565 abitanti al censimento del 2010.
Prende il nome dal suo capoluogo Tarrafal.

## Geografia fisica

### Territorio
La contea confina a nord, ovest ed est con l'Oceano Atlantico, a sud con la contea di Santa Catarina, e a sudest con la contea di São Miguel.
Tarrafal è collegata da due strade principali ad Assomada e Praia, e da una strada secondaria all'estremità nord dell'isola. Il territorio è in gran parte adibito all'agricoltura; la contea comprende però anche alcune zone montuose (della catena della Serra da Malagueta), praterie incolte, e tratti di bosco e foresta.

## Economia
L'economia della contea è principalmente basata sull'agricoltura, la pesca e il turismo. La maggior parte della popolazione vive nelle campagne.